# Crampton (locomotief)

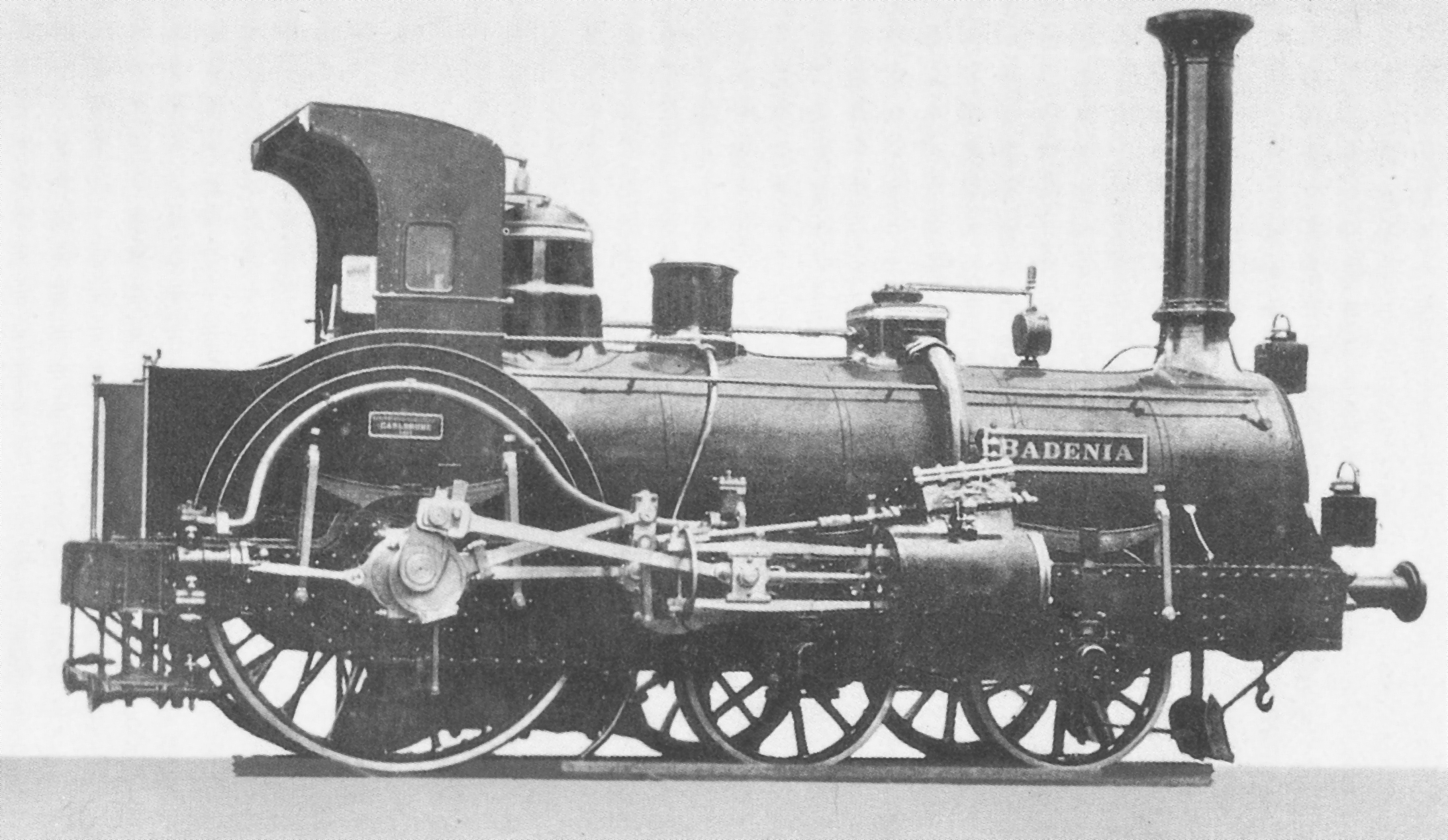
Duitse cramptonlocomotief Badenia van de Großherzoglich Badische Staatseisenbahnen, gebouwd in 1863

Een cramptonlocomotief is een type stoomlocomotief ontworpen door Thomas Russell Crampton en gebouwd door verschillende bedrijven vanaf 1846. De belangrijkste Britse bouwers waren Tulk and Ley en Robert Stephenson and Company.
Opvallende kenmerken waren een lage ketel en grote drijfwielen. De crux van het Crampton-patent was dat de enkele aandrijfas achter de vuurkist was geplaatst, zodat de aandrijfwielen erg groot konden zijn. Dit hielp om dit ontwerp een laag zwaartepunt te geven, zodat het geen breedspoor nodig had om veilig met hoge snelheden te kunnen rijden. De asindeling was meestal 4-2-0 of 6-2-0.

## Ontwerpvarianten
Omdat de enkele aangedreven as zich achter de vuurkist bevond, hadden cramptonlocomotieven meestal buitencilinders. Sommige versies met binnencilinders werden echter gebouwd met indirecte aandrijving, toen bekend als een vijzelas. De binnenste cilinders dreven een krukas aan die zich voor de vuurkist bevond en de krukas was met de drijfwielen verbonden door buitenste stangen. Sommige 0-4-0T's met een lange wielbasis werden ook gebouwd met dit krukassysteem. De ketelvoedingspomp werd vaak ook aangedreven vanaf de krukas omdat veel cramptons werden gebouwd voordat de injecteur was uitgevonden.
Een andere bijzonderheid op sommige cramptonlocomotieven was het gebruik van een ketel met een ovale dwarsdoorsnede om het zwaartepunt te verlagen. Tegenwoordig zou dit als een slechte technische praktijk worden beschouwd omdat de interne druk de ketel in een cirkelvormige dwarsdoorsnede zou duwen en het risico op metaalmoeheid zou verhogen.

## Gebruik

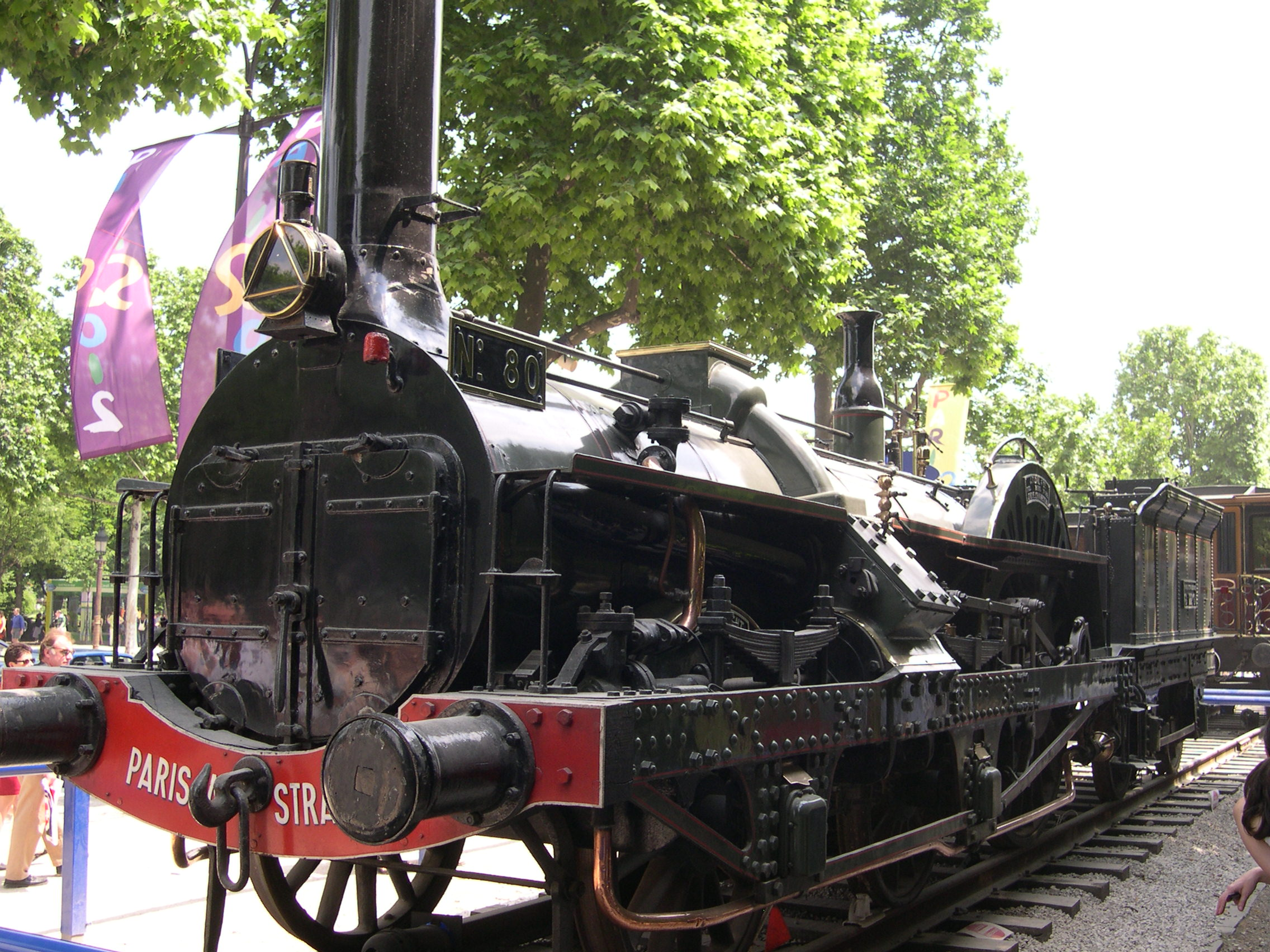
Bewaarde Franse cramptonlocomotief nr. 80 Le Continent van de spoorlijn Parijs-Straatsburg, gebouwd in 1852

Cramptonlocomotieven werden door sommige Britse spoorwegen gebruikt en op de LNWR werden snelheden tot 120 km/u gehaald. Ze waren populairder in Frankrijk, Zuid-Duitsland en de VS. In Frankrijk betekende de uitdrukking "prendre la Crampton" het nemen van een exprestrein en in het taalgebruik van de École spéciale militaire de Saint-Cyr stond het personeel op de treeplanken bekend als "officiers de Crampton" (tot 1971). Een van de Franse exemplaren is bewaard gebleven in de Cité du train (het Franse spoorwegmuseum) in Mulhouse en is nog steeds in werkende staat. Dit is nummer 80 van de Chemin de Fer de l'Est, de lijn Parijs-Straatsburg, die "Le Continent" heet.
In Europa zijn ongeveer de volgende aantallen cramptonlocomotieven gebouwd:
- Verenigd Koninkrijk: 51
- Frankrijk: 127
- Duitsland: 135